# 王毓芝
王 毓芝（おう いくし、中国語: 王毓芝; 拼音: Wáng Yùzhī; ウェード式: Wang Yü-Chih）は、中華民国の政治家。直隷派指導者曹錕の腹心と目される文官である。字は蘭亭。

## 事績
清末に曹錕の下で王毓芝は文牘（公文書）を処理する任に就き、その能力を曹に評価されて機要秘書に抜擢される。1912年（民国元年）以降、東三省陸軍測絵学堂で書記官、文案、提調を歴任した。1914年（民国3年）4月、長江上遊警備総司令部秘書官を務めている。
1916年（民国5年）9月、直隷督軍に任ぜられた曹錕の下で、王毓芝は直隷督軍署秘書、直隷省長公署秘書長を歴任した。1918年（民国7年）、北京政府が両湖宣撫使を設置、曹がこれに就任すると、王も第1路総司令部秘書官に任ぜられた。翌年、曹が川粤湘贛四省経略使に転じると、王もこれに従い秘書長となる。
1920年（民国9年）8月、王毓芝は北京政府中央で幣制局副総裁に任ぜられ、1922年（民国11年）8月には全国煙酒事務署督弁となった。翌1923年（民国11年）6月から、曹が国会議員買収による大総統選出を狙うと（「賄選」）、王は実際にそのための事務に従事した。同年10月、曹錕は大総統に就任し、王は総統府秘書長に起用されている。1924年（民国13年）10月、北京政変（首都革命）により曹が失脚すると、王も秘書長から罷免されてしまい、以後政界から引退した。1933年（民国22年）、天津市で病没。享年56。